# 王常俭
王常俭（1927年—），男，满族，辽宁岫岩人，中国话剧导演，长春话剧院导演。